# Franz-Josef Overbeck
Franz-Josef Overbeck (Marl, 19 juni 1964) is een Duits geestelijke en bisschop van de Rooms-Katholieke Kerk.
Overbeck ontving in 1989 de priesterwijding uit handen van kardinaal Ratzinger. Hij werd aangesteld tot kapelaan in Haltern am See. In 1994 werd hij kanunnik en rector. Hij ontving een studieopdracht waarop hij in 2000 tot doctor in de theologie promoveerde.
Paus Benedictus XVI benoemde Overbeck in 2007 tot hulpbisschop van Münster. Op 1 september 2007 werd hij tot bisschop gewijd. In 2009 werd hij suffragaan bisschop van Essen. In 2011 werd hij daarnaast benoemd tot Aalmoezenier van het Militair Ordinariaat.